# Josep Collaso i Gil
Josep Collaso i Gil   (Sant Gervasi de Cassoles, 7 d'agost de 1857 - Barcelona, 7 d'abril de 1926) fou un polític i filantrop català, fill de Pere Collaso i Gil.

## Biografia
Fill de Pere Collaso i Gil. natural de l'Havana. que va ser Senador español i Rosa Gil i Martinez natural de Matanzas, tenia un gran patrimoni immobiliari a Barcelona (vegeu Casa Collaso). Era soci de l'Institut Agrícola Català de Sant Isidre, de Foment del Treball Nacional, de l'Ateneu Barcelonès i de la Societat Econòmica Barcelonesa d'Amics del País.
Pertanyia al Partit Liberal Fusionista i en fou elegit diputat pel districte de Vilafranca del Penedès a les eleccions generals espanyoles de 1886 i pel de Manresa a les eleccions generals espanyoles de 1898. També fou diputat de la diputació de Barcelona en 1882 i senador per la província de Barcelona el 1901-1902, 1905-1907 i senador vitalici des de 1908.
Considerat l'home de confiança de Segismundo Moret y Prendergast a Barcelona, va ser alcalde de Barcelona el 1894-1895, 1896-1897, 1909-1910 i 1913 (abril-novembre). Durant la direcció del comte de Romanones fou el cap del Partit Liberal a Barcelona- També fou senador per la província de Barcelona el 1901, 1902, 1905-1907 i Senador vitalici des de 1908.

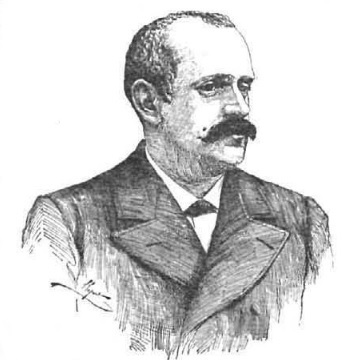
Josep Collaso i Gil, a la revista Barcelona cómica del 7/7/1894

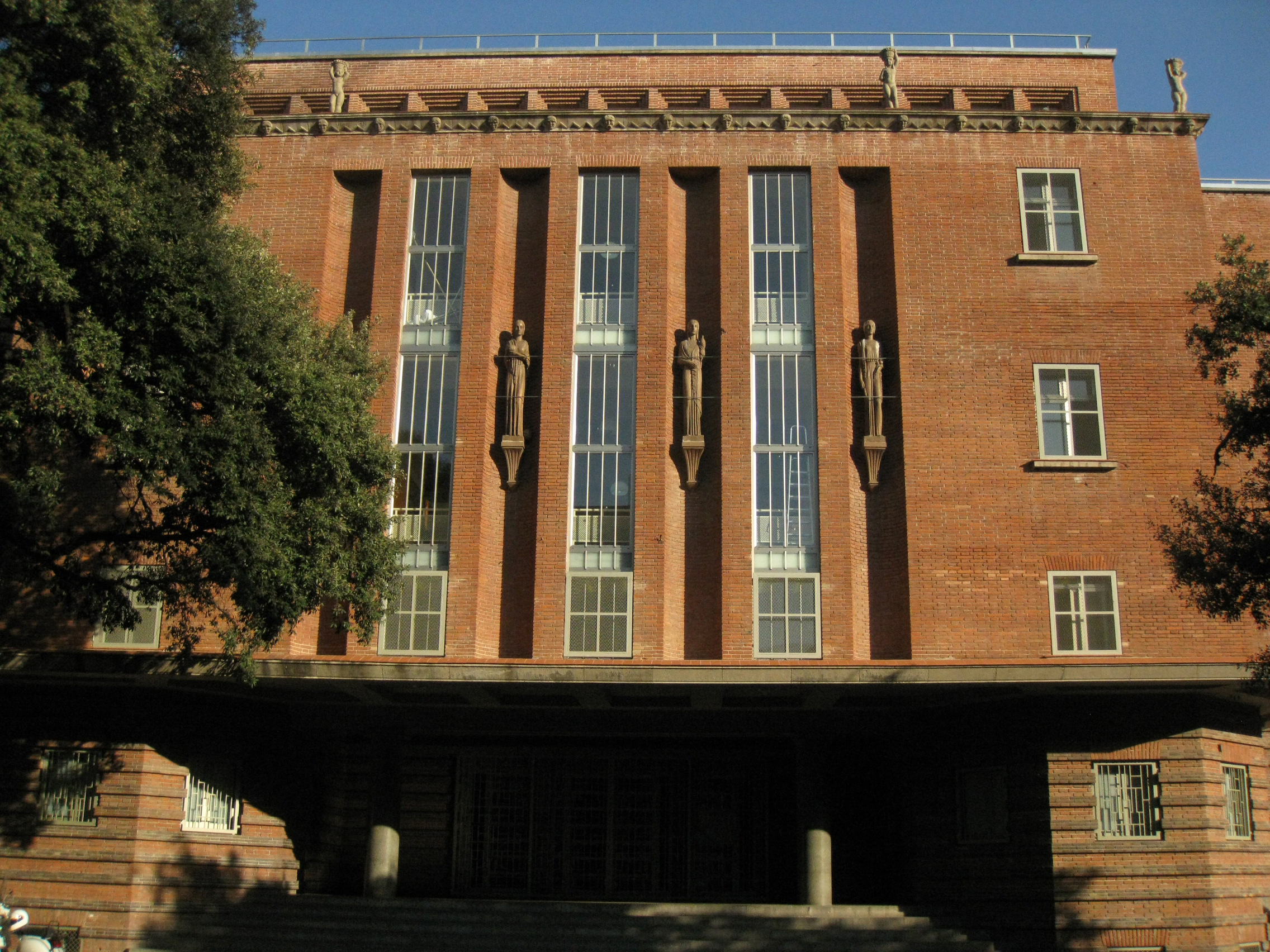
Grup escolar Collaso i Gil, de Josep Goday i Casals, al carrer de Sant Pau de Barcelona

Va fundar la primera escola municipal i aquesta seguí el mètode Montessori; també va introduir la higiene a les escoles. Com a filantrop fundà l'Associació Amics dels Pobres. En morir va deixar un llegat a l'Hospital de la Santa Creu i Sant Pau, i també per a la construcció del Grup Escolar Collaso i Gil, inaugurat en època republicana.